# Babatngon
Babatngon is een gemeente in de Filipijnse provincie Leyte op het eiland Leyte. Bij de laatste census in 2007 had de gemeente ruim 24 duizend inwoners.

## Geografie

### Bestuurlijke indeling
Babatngon is onderverdeeld in de volgende 25 barangays:
| - Bacong - Bagong Silang - Biasong - Gov. E. Jaro - Guintigui-an - Lukay - Magcasuang - Malibago - Naga-asan - Pagsulhugon - Planza - Poblacion District I - Poblacion District II | - Poblacion District III - Poblacion District IV - Rizal I - Rizal II - San Agustin - San Isidro - San Ricardo - Sangputan - Taguite - Uban - Victory - Villa Magsaysay |

## Demografie
Babatngon had bij de census van 2007 een inwoneraantal van 24.067 mensen. Dit zijn 3.121 mensen (14,9%) meer dan bij de vorige census van 2000. De gemiddelde jaarlijkse groei komt daarmee uit op 1,93%, hetgeen lager is dan het landelijk jaarlijks gemiddelde over deze periode (2,04%). Vergeleken met de census van 1995 is het aantal mensen met 4.414 (22,5%) toegenomen.

De bevolkingsdichtheid van Babatngon was ten tijde van de laatste census, met 24.067 inwoners op 115,18 km², 209 mensen per km².